# Dendrobium verruculosum
Dendrobium verruculosum är en orkidéart som beskrevs av Rudolf Schlechter. Dendrobium verruculosum ingår i släktet Dendrobium, och familjen orkidéer. Inga underarter finns listade i Catalogue of Life.